# Franz Kratter (pisarz)
Franz Kratter (ur. 27 maja 1758 w Oberndorf am Lech, Niemcy, zm. 8 listopada 1830 we Lwowie) – niemiecki pisarz i scenograf teatralny, dyrektor teatru niemieckiego we Lwowie.
Studiował na uniwersytecie w Dillingen an der Donau najpierw filozofię, później teologię, a następnie wyjechał do Wiednia, gdzie studiował prawo. Po ukończeniu nauki został zatrudniony jako prywatny sekretarz, jednak kierując się zamiłowaniem do teatru i pisarstwa w 1786 przeprowadził się do Lwowa, gdzie podjął współpracę z tamtejszym teatrem niemieckim. W latach 1800–1819 wraz z Franzem Bullą prowadził dyrekcję teatru lwowskiego, a po śmierci Bulli sam do roku 1830. Jako dyrektor sceny niemieckiej współpracował z dyrekcją sceny polskiej (obie sceny teatru lwowskiego mieściły się po roku 1800 w budynku dawnego kościoła franciszkańskiego). Jan Nepomucen Kamiński (jako dyrektor teatru polskiego) przekładał niektóre sztuki Krattera i wystawiał po polsku na swojej scenie. Po śmierci Krattera, w latach 1831-1842 (czyli ostatnim dziesięcioleciu niemieckiej sceny teatralnej we Lwowie) dyrekcje teatru niemieckiego zmieniały się kilkakrotnie, a poziom artystyczny oceniany był coraz gorzej.
W zarządzanym przez niego teatrze repertuar był wzorowany na repertuarze wiedeńskim i miał charakter ponadczasowy. Wiele sztuk sam pisał, dramaty jego autorstwa były grane do połowy ubiegłego stulecia nie tylko we Lwowie, ale nieomal na wszystkich niemieckich scenach teatralnych i to nie tyle przez wzgląd na ich treść, co bardziej ze względu na ich inscenizacje.
Franz Kratter w swoich sztukach ukazywał ówczesne stosunki społeczne panujące w Galicji, wskazywał na wysoki poziom świadomości kultury i poczucia społecznego. Spektakle wywoływały sensację z powodu bezkompromisowego i otwartego pokazania panującego zła i jego przyczyn. Był świadomym prekursorem idei józefinizmu. W roku 1786 opublikował w Lipsku "Listy o aktualnym stanie Galicji", zawierające ostrą krytykę stosunków społecznych w Galicji i krytykę szlachty polskiej, odebrane we Lwowie jako paszkwil. Kratter także kilkakrotnie i bezskutecznie starał się o profesurę na Uniwersytecie Lwowskim.